# Triaenonychoides cekalovici
Triaenonychoides cekalovici is een hooiwagen uit de familie Triaenonychidae.